# Pranë dhe larg
Pranë dhe larg är en låt framförd av sångerskan Rezarta Smaja. Låten blev hennes andra bidrag i tävlingen Top Fest. Med låten ställde hon upp i tävlingens sjätte upplaga år 2009. Den är producerad av Heldi Kraja. 
I tävlingen tog sig Smaja via semifinal vidare till dess final. Väl i finalen vann hon priset för bästa pop & rocklåt i tävlingen. Resultatet är hennes hittills bästa i tävlingen.